# OH BOY
「OH BOY」（オウ ボーイ）は、日本の女性ヒップホップユニットスダンナユズユリーのデビューシングル。2017年3月1日にrhythm zoneから発売。

## 概要
【CD＋DVD】【CD】【ワンコインCD】の3形態で発売。
今作「OH BOY」はE-girls・HappinessのパフォーマーYURINOと須田アンナ、E-girlsのボーカル・パフォーマー武部柚那の3人による1ボーカル＋2MCという新しいスタイルによるE-girlsから派生したユニット「スダンナユズユリー」のデビューシングル。
武部柚那が「Happiness LIVE TOUR 2016 GIRLZ N' EFFECT」に帯同し、ツアー初日にユニットの結成の発表とパフォーマンスを披露した。
同シングルが2017年3月1日に発売とユニットの本格的な活動開始が2016年11月26日に発表。

## 収録曲

### 【CD＋DVD】

#### CD
1. OH BOY
作詞：須田アンナ、武部柚那、YURINO / 作曲：SKY BEATZ、MARIA MARCUS
2. First Time
作詞：HIRO、須田アンナ、武部柚那、YURINO / 作曲：HIRO
3. こんにちWhat's Up!
作詞：須田アンナ、武部柚那、YURINO、KUBO-C、GS、P-CHO、SWAY / 作曲：Lucas Valentine、須田アンナ、武部柚那、YURINO、KUBO-C、GS、P-CHO、SWAY
4. OH BOY -Instrumental-
5. First Time -Instrumental-
6. こんにちWhat's Up! -Instrumental-

#### DVD
1. OH BOY（Music Video）

### 【CD】
1. OH BOY
2. First Time
3. こんにちWhat's Up!
4. OH BOY -Instrumental-
5. First Time -Instrumental-
6. こんにちWhat's Up! -Instrumental-

### 【ワンコインCD】
1. OH BOY